# Kim Sung-joo (giải trí)
Đây là một tên người Triều Tiên, họ là Kim.
Kim Sung-joo (tiếng Hàn: 김성주; Hanja: 金聖柱; Hán-Việt: Kim Thánh Trụ, sinh ngày 16 tháng 2 năm 1994) là một nam ca sĩ và diễn viên người Hàn Quốc. Kim Sung-joo ra mắt với tư cách là thành viên của ban nhạc Hàn-Trung UNIQ vào năm 2014. Kim Sung-joo xuất hiện lần đầu trên truyền hình trong bộ phim tình cảm lãng mạn Trung Quốc Magical Space-time'- (2016) và bộ phim đầu tay của anh trong MBA Partners (2016). Anh được biết đến nhiều nhất với vai phụ trong Live Up to Your Name (2017) và My Secret Terrius (2018).

## Danh sách đĩa nhạc
| Ngày       | Album                                                  | Tựa đề                                  | Singer                       |
| 2016.06.21 | 《Flying at Night》                                    | Flying at Night (phiên bản tiếng Trung) | "SunDuck" OST                |
| 2017.04.03 | 《The Liar and His Lover (phim truyền hình) OST》Tập 3 | 괜찮아 난, Peterpan                     | Crude Play (phim trong nhóm) |
| 2017.04.25 | 《The Liar and His Lover (phim truyền hình) OST》Tập 7 | In Your Eyes                            | Crude Play (phim trong nhóm) |
| 2017.11.06 | 《Act.1》                                              | B1                                      | 11호 Feat Sung-joo           |
| 2018.05.08 | 《You Drive Me Crazy (phim truyền hình) OST》          | 미치겠다 (Crazy)                        |                              |
| 2018.05.10 | 《White chocolate》                                    | White chocolate                         | SS ft Sung-joo               |
| 2018.08.05 | 《꿀》                                                 | 꿀                                      | Apollo,11호,Ekko,Sung-joo    |

## Danh sách phim

### Phim
| Năm  | Title          | Role  | Notes |
| ---- | -------------- | ----- | ----- |
| 2016 | MBA Partners   | Lucas |       |
| 2017 | Kill Me Please | Bryan |       |

### Phim truyền hình
| Năm  | Tựa đề                 | Vai           | Đài                            | Tham chú |
| ---- | ---------------------- | ------------- | ------------------------------ | -------- |
| 2016 | Magical Space-time     | Peng Zhendong | Đài Truyền hình vệ tinh Hồ Nam |          |
| 2017 | The Liar and His Lover | Yoo Si-hyun   | tvN                            | [ 1 ]    |
| 2017 | Live Up to Your Name   | Kim Min-jae   | tvN                            |          |
| 2018 | You Drive Me Crazy     | Yoon Hee-nam  | MBC                            | [ 2 ]    |
| 2018 | My Secret Terrius      | Ra Do-woo     | MBC                            | [ 3 ]    |

### Chương trình truyền hình
| Năm  | Tựa đề                   | Vai         | Tập   | Đài  | Tham chú. |
| ---- | ------------------------ | ----------- | ----- | ---- | --------- |
| 2015 | Off To School            | Khách mời   | 44-46 | JTBC |           |
| 2016 | Youth Over Flowers China | Khách mpifw |       |      | [ 4 ]     |